# Las Zagórski (Sosnowiec)
Las Zagórski to kompleks leśny o powierzchni 425 ha, położony w sosnowieckiej dzielnicy Zagórze oraz Kazimierz, graniczący z dzielnicą Czarne Morze; zarządzany przez należące do Lasów Państwowych Nadleśnictwo Siewierz. Las stanowi pozostałość dawnej puszczy zwanej Pakosznica. Tereny lasu od strony wschodniej przechodzą w sposób ciągły w Parku im. Jacka Kuronia, a granicę stanowi ulica Kazimierzowska i staw Smug; Od strony południowej las graniczy z użytkiem ekologicznym Podmokłe Łąki i Zapadliska w Zagórzu. Podmokłe tereny lasu stanowią zlewnię przepływającego przez niego cieku o nazwie Rów Mortimerowski.
Przez teren lasu przebiega rowerowy szlak turystyczny: Szlak Rowerowy Lasu Zagórskiego, łączący Park Kępa i Park Kuronia.
Na terenie lasu znajdują się bunkry z czasów II wojny światowej, wchodzące w skład niemieckiej linii umocnień B2 z 1944 roku, a także zapadliska wypełnione wodą – pozostałości po zlikwidowanych szybach kopalnianych.